# AI問診ユビー
ユビーメディカルナビは「ユビーメディカルナビ」は診療の質向上を支援する医療機関向けサービスパッケージ。問診業務効率化を図る「ユビーAI問診」や、認知向上をサポートする「ユビーリンク」などを提供。「ユビーAI問診」は、2025年3月現在、全国47都道府県・1,800以上の医療機関で導入され、第三回日本サービス大賞で「厚生労働大臣賞」と「審査員特別賞」を受賞。「ユビーリンク」は、15,000以上の医療機関で導入。また、2024年5月より複数の生成AIを活用し、病院内の様々な業務効率化を支援する「ユビー生成AI」も提供。。
開発者は、開発開始当時に現役医師であった阿部吉倫と、阿部の高校時代からの友人である技術者の久保恒太。2人は現在、Ubie株式会社の共同代表となっている。

## ユビーAI問診 概要
ユビーAI問診は、共同開発者である阿部吉倫の研修医時代の苦い経験と、久保恒太のAIを使って医療をもっと身近にという想いが一致し、研究がスタートした。
クラウド上にある唯一無二のAIエンジンをブレインとするWEB問診システム。患者は、問診の内容を院内のタブレット又は患者のスマートフォンに入力する。この情報は、診察を行う医師のPC画面に転送され、医師は問診結果を電子カルテと同じモニター上で確認できる。主訴は患者が自由入力し、それ以降はAI（人工知能）によって個別の問診内容が生成され、患者個人にあった問診が展開される。医療機関の業務効率化を支える問診サービスであり、医師は文章に翻訳された問診内容と病名辞書の結果を活用することで、電子カルテ記載に伴う事務作業が大幅に削減。結果として、より患者さんに向き合う時間が増え、診察等の医師にしかできない業務により集中できる環境を提供する。

## ユビーAI問診 機能
医療機関を受診する患者は、診察前に自分の症状と徴候などについて、専用タブレット端末を用いてユビーAI問診を操作し、画面に表示される約15から20の問診事項に回答する。患者が1つの質問に回答すると、クラウド上にあるAIエンジンが次の質問事項を導き出していく。回答内容は、クラウド上にあるユビーAI問診のデータベースに蓄積され、医師は患者IDとユビーAI問診を使用した際のIDを紐づけることで、自らのモニターに情報を表示する。医師は問診結果をコピー&ペーストしながら電子カルテに書き込む。
また、患者が持参したお薬手帳をスキャンして、OCR（光学文字認識）機能により文字データとしてシステムに保存する。画面上で薬剤名にマウスオーバーすると、薬剤の用法用量や併用禁忌、先発薬などが参照できる。
さらに2020年からは、ユビーAI問診を使って感染症と関連する症状をスクリーニングすることで、関連症状が確認されたときは医療機関に向けてアラートを表示する機能も追加されている。

## ユビーAI問診 特徴
患者に対する質問事項は、クラウド上にあるAIエンジンが判断している。このAIエンジンは、システム開発段階において約5万件の「症状と病名」に関する論文を学習した。約3,500の質問項目を用意しており、1つの質問の回答から、その回答内容に応じて次の質問を導き出している。AIエンジンは唯一無二であるため、さまざまな医療機関から集約した問診情報を、データベースへと取り込み続けている。患者、看護師、医師など、だれもが無理なく簡単に利用できることを目指しており、それぞれの立場に合った利用ができる。

### 患者による利用
主訴入力時のみ自由に入力する。その後の15から20問程度の問診事項の回答は選択肢形式で、文字入力が必要な質問については、ATM形式での文字入力を行う。。

### 看護師による利用
病院用の専用タブレット端末を使用し、医師用画面での追記が可能。バイタルサインのデータや、既往歴、アレルギー歴、かかりつけ医の情報など、追加聴取した内容を入力する。

### 医師による利用
日本国内の主要な電子カルテシステムと連携しており、問診結果を医師画面で閲覧・編集し、電子カルテ画面へコピー＆ペーストにて入力する。

## ユビーAI問診 開発者の想い
共同開発者である阿部吉倫は、臨床医として救急外来に勤務していたとき、診察と並行して行うカルテ（診療録）記入のために、患者の顔を見ながら診察する余裕はなかったという。さらに勤務時間外にカルテを仕上げる日々に、周囲の医師たちも自分と同じように事務仕事やシステムに不平を感じている様子はあったが、諦めていると感じていた。
医師は診療を行いながら、時間外勤務により疲弊していく。一方の患者は、医師とほとんど顔を合わせることなく、数分の診察のために長時間待たされるという現状。阿部は「医師の献身と患者さんの我慢で成り立つ医療は、早晩立ち行かなくなるのは明らかであり、本当の意味で患者さんと向き合える医療現場にしたい」と考えていた。
ちょうどその頃、高校時代からの友人であり、エンジニアである久保恒太も、「自分にあった医療へアクセスすることは、なぜこんなにも大変なんだろう」と考える出来事に遭遇した。その経験から、医療をもっと身近なものにしたいと考え「症状と疾患との関連性」について研究を始めていた。さらにエンジニアである久保は、医療におけるAIの可能性についても興味をもっており、自分のスキルを医療に役立てる術がないかとも考えていた。
二人の思惑は一致し、「テクノロジーで人々を適切な医療に案内する」ことをミッションとして、2017年5月にUbie株式会社を創立し、2018年からAI問診ユビーのサービス提供を開始した。

## ユビー生成AI 概要
ユビー生成AI（ユビーメディカルナビ 生成AI）は、複数の生成AIを活用し、病院内の医療従事者が抱える業務課題を解決し支援するサービス。文章生成・要約、音声認識、画像認識などの機能があり、医師向けの紹介状作成支援、看護師向けの退院看護サマリ作成・IC記録作成支援、医療事務向けの退院サマリ作成支援・紹介状作成支援・カンファレンス議事録作成等が可能で、医療機関における高い認知負荷を軽減し業務の効率化や品質の均一化に貢献。生成AIは弊社が精度検証などを行った複数のモデルを組合せ、ユースケースに応じ適宜最適なモデルを適用。また、病院ごとの個別環境の準備、一般ユーザー向けと異なりデータ学習機能をオフにした生成AIモデルを活用するなど、ネットワークセキュリティに配慮した形でサービスを提供。

## ユビーリンク 概要
ユビーリンクは、ユビーリンクは、生活者向けサービスの症状検索エンジン「ユビー」上で、写真やメッセージなどの詳細な医療機関情報を掲載することで、近隣住民への認知度の向上につなげられるサービス。さらに、予約導線の設置と生活者の回答結果の事前受信も可能となり、業務効率化と来院患者さん一人ひとりへの一層親身な診療の実現を支援。登録・利用は無料で、新たなシステムの導入も不要。現在、15,000の医療機関で導入されている。

## 歴史
- 2017年5月 - Ubie株式会社を共同で創業する、生活者向け「Dr.Ubie（Android版）」をローンチ
- 2018年 - 医療機関向け「ユビーAI問診」をローンチ[8]
- 2019年 - 大規模病院6施設で導入・試験導入・共同研究開始（亀田総合病院、慶應義塾大学病院、恵寿総合病院、順天堂医院、東大病院、長野中央病院）
- 2019年 - 導入医療機関が200を超える[8]
- 2020年 - 第3回 日本サービス大賞「厚生労働大臣賞」と「審査員特別賞」を受賞
- 2021年 - 全国47都道府県、400以上の医療機関で導入達成
- 2022年 - ユビーAI問診、医療機関の導入数が1,000を突破
- 2023年 - Ubie、生成AIを活用した初の機能を医療機関向け「ユビーメディカルナビ」で提供開始
- 2024年 - 恵寿総合病院とUbie、生成AIを活用した「医師の働き方改革」の実証実験を実施
- 2024年 - 「医療の2024年問題」に向け問診時間を1/2に短縮し院内全体の働き方改革を実現
- 2024年 - 全国の病院を対象にした生成AIの新サービス(β版)の提供を開始
- 2024年 - 甲信越エリアで初となる「ユビーメディカルナビ 生成AI」の試験導入を相澤病院で開始
- 2024年 - 岡山旭東病院、「ユビーメディカルナビ 生成AI」を岡山県で初導入
- 2024年 - 恵寿総合病院、退院時看護サマリ作成業務に生成AIを適用した業務効率化の有用性を確認
- 2024年 - 九州大学病院、「ユビーメディカルナビ 生成AI」を試験的導入
- 2024年 - 「ユビーメディカルナビ 生成AI」大幅アップデート
- 2024年 - 山陽病院、業務効率化と診療の質向上を目指し「ユビーメディカルナビ 生成AI」を広島県で初導入
- 2024年 - 浦添総合病院、「ユビーメディカルナビ 生成AI」を沖縄県で初導入
- 2024年 - 高石藤井病院、「ユビーメディカルナビ 生成AI」を大阪府で初導入
- 2024年 - 吉田病院、患者さんへのより良い医療体験の提供を目指し「ユビーメディカルナビ 生成AI」を兵庫県で初導入
- 2024年 - 武田病院グループ 急性期3病院が「ユビーメディカルナビ 生成AI」を京都府で初導入
- 2024年 - 村上総合病院、より患者さんに寄り添った医療の提供を目指し「ユビーメディカルナビ 生成AI」を新潟県で初導入
- 2024年 - 「生成AI大賞2024」で特別賞と優秀賞をW受賞
- 2025年 - 九州大学病院、「ユビー生成AI」のDPC業務支援機能の検証を開始
- 2025年 - 新古賀病院が「ユビー生成AI」活用で医師の業務時間を月30時間以上削減